# Alexandre Negrão
Alexandre Sarnes Negrão, pseudonim Xandinho (ur. 14 października 1985) – brazylijski kierowca wyścigowy.

## Kariera

### Formuła 3
Alexandre karierę rozpoczął w roku 1998, od startów w kartingu. W 2003 roku przeszedł do wyścigów samochodów jednomiejscowych, debiutując w Brazylijskiej Formule 3. Wygrawszy dwa wyścigi, zmagania zakończył na 3. miejscu. W tym samym sezonie wystąpił również w jednej rundzie Brazylijskiej Formule Renault. Nie zdobył jednak punktów.
W kolejnym roku startów zdominował brazylijską edycję F3, wygrywając w dziesięciu, z osiemnastu rozegranych wyścigów. W obu sezonach reprezentował ekipę byłego trzykrotnego mistrza świata Formuły 1 – Nelsona Piqueta. Z zespołem Carlin Motorport wziął udział w jednej eliminacji Brytyjskiej Formuły 3. Nie udało mu się jednak osiągnąć zadowalających wyników.

### Seria GP2
Dzięki świetnej postawie, w rodzinnym kraju, Negrao dostał szansę startów w brazylijskiej stajni, w bezpośrednim przedsionku F1 – serii GP2.
Pierwszy sezon nie był jednak udany dla Brazylijczyka, który tylko trzykrotnie dojechał na punktowanych lokatach, na najlepszym uzyskując siódme miejsce, podczas pierwszego wyścigu w Belgii. Poza tym pozostawał w cieniu swego rodaka Nelsona Piqueta Jr. Ostatecznie rywalizację zakończył na 19. lokacie.
W drugim roku startów, pomimo znacznie lepszej postawy swojego zespołu (jego partner Piquet Jr walczył o tytuł), Alexandre nie prezentował dużo lepszej formy, punktując w zaledwie pięciu wyścigach (najlepiej zaprezentował się podczas głównych wyścigów, na torach we Francji oraz Węgrzech, gdzie został sklasyfikowany na piątej pozycji). Zdobyte punkty dały mu w klasyfikacji 13. miejsce.
Sezon 2007 był ostatnim dla Brazylijczyka, zarówno w zespole Piquet Sports, jak również w serii GP2. Będąc partnerem Hiszpana Roldána Rodrígueza, ponownie nie zaprezentował się z najlepszej strony. W ciągu jedenastu rund, tylko na tureckim obiekcie Istanbul Park zdobył punkty, plasując się w obu wyścigach odpowiednio na siódmym i drugim miejscu. Uzyskane punkty sklasyfikowały Alexandre na 20. pozycji.

### A1 Grand Prix
W okresie posezonowym 2007/2008, reprezentant Brazylii wystartował w dwóch ostatnich rundach serii A1 Grand Prix. W ekipie narodowej nie sięgnął jednak po punkty.

### 24h Le Mans
W roku 2008, Brazylijczyk wziął udział w prestiżowym dobowym wyścigu – 24h Le Mans. Partnerując brytyjskim kierowcom, w ekipie Vitaphone Racing Team, zmagań jednak nie ukończył.

### FIA GT1
W sezonie 2008 Negrao reprezentował zespół Vitaphone Racing Team, w wyścigach samochodów sportowych – FIA GT1 (od 2010 roku jest to seria rangi MŚ). Już w pierwszym podejściu rywalizację ukończył na świetnym 3. miejscu (czterokrotnie stanął na podium, z czego raz zwyciężył). W kolejnym roku wystąpił tylko w jednym wyścigu. Uzyskane punkty pozwoliły Alexandre zająć w klasyfikacji 17. pozycję. Sezon później wziął udział w dwóch wyścigach, z których w jednym zwyciężył. Dzięki temu w klasyfikacji końcowej zajął 24. lokatę.

### Stock Car Brasil
Od roku 2009 Alexandre bierze udział w brazylijskich wyścigach Stock Car Brasil. W pierwszym podejściu zmagania zakończył na 12. pozycji. Rok później był trzynasty, z dorobkiem jednego miejsca na podium.